# Sportivo Barracas Fútbol Club
El Sportivo Barracas Fútbol Club, conocido como Sportivo Barracas, es un club deportivo fundado en 1961, con sede en Dolores, Soriano. Bajo la presidencia de Ignacio Erro 
llegó a lo más alto del futbol del interior. Actualmente disputa la Liga de Fútbol de Dolores.

## Historia
Barracas fue fundado en 1961 como escisión de su actual clásico, el club San Salvador. Se lo considera el club más joven de la ciudad y también el más ganador. Don Eduardo Luis Piazze Cereghetti (1941-2020) fue uno de los fundadores del club y presidente por muchos años del club. En su honor, el estadio de Barracas lleva su nombre. 
El equipo obtuvo numerosos títulos de campeón en su ciudad y en algunos casos también ha sido campeón departamental. El título más importante de Barracas fue cuando salió Campeón del Litoral en 1988.
En 2023 Barracas obtuvo relevancia nacional al ser el primer club de OFI en eliminar de Copa AUF Uruguay a un club de Primera División, al derrotar a Cerro Largo por 3 a 2y también en ser el primero en acceder hasta los cuartos de final. Durante la campaña en esa Copa AUF Uruguay 2023, Barracas fue eliminando a 4 clubes AUF de distintas categorías: Deutscher (3ª categoría), Rentistas (2ª), el mencionado Cerro Largo (1ª) y Oriental de La Paz (2ª).Anteriormente en la fase inicial habían eliminado a Huracán de Paysandú. Finalmente fueron eliminados en cuartos de final por Montevideo City Torque que los venció 8-1 en el Franzini, en partido disputado en marzo de 2024.

## Apodo
Se conoce al equipo como el cerealero, ya que sus instalaciones se encuentran frente a la Barraca Erro, una importante empresa cerealera a la cual pertenecen muchos de sus defensores.

## Estadio
El estadio “Eduardo Luis Piazze” fue inaugurado en 1969, con la disputa de un encuentro amistoso entre Sportivo Barracas y un combinado de figuras de Soriano. Las obras se iniciaron con Marcelo Ruiz Irigoyen como presidente.
A lo largo de los años las instalaciones fueron creciendo y mejorando: se realizó un muro de 400 metros para cerramiento, el escenario fue tomando cada vez más color, se amplían la cantina y la Sede Social, en la que se ostentan todos los lauros conseguidos y las campañas de los diferentes equipos, se construyen la casa para el sereno, vestuarios para los árbitros totalmente independientes de los equipos y gabinetes higiénicos para la atención al público.
Actualmente, el campo cuenta con luz artificial para la disputa de partidos a la noche.

## Palmarés
- Liga de Fútbol de Dolores, Divisional A (27):[4] 1964, 1974, 1977, 1978, 1979, 1980, 1981, 1985, 1986, 1987, 1988, 1991, 1993, 2000, 2001, 2002, 2003, 2004, 2007, 2008, 2009, 2011, 2012, 2016, 2017, 2018, 2021, 2022, 2023, 2024.
- Liga de Fútbol de Dolores, Divisional B (3): 1963, 1967, 1969.
- Campeonato Departamental de Soriano (9):[5] 1979, 1981, 1986, 1988, 1989, 2000, 2001, 2002, 2009, 2019.
- Campeonato del Litoral (1):[6] 1988.